# Eek (rivière)
Pour les articles homonymes, voir Eek.
La rivière Eek est un cours d'eau de l'Alaska aux États-Unis, située au sud de la rivière Kwethluk et au nord de la rivière Kanektok, toutes deux affluents de la rivière Kuskokwim. Elle fait 75 milles (121 km) de long, traverse le Yukon Delta National Wildlife Refuge et se jette dans la rivière Kuskokwim à Eek. On y pêche le saumon et l'ombre.